# 2016 en catch
Chronologie du catch
- 2015 en catch - 2016 en catch - 2017 en catch

Cet article présente les faits marquants de l'année 2016 en catch.

## Autres évènements

### Janvier
21 janvier : Le Wrestling Observer Newsletter décerne ses prix et distinctions annuels. A.J. Styles a été élu comme le catcheur de l'année 2015. Il a également reçu le prix du catcheur ayant fait le plus de matchs de qualité. Les Young Bucks, quant à eux, ont été choisis pour incarner, comme en 2014, l'équipe de l'année. Chad Gable a reçu le prix du Rookie de l'année 2015.

### Février
8 février : Daniel Bryan annonce sa retraite des rings avancée par ses blessures antérieures et ses désaccords avec la World Wrestling Entertainment.

### Avril
Trente-deuxième édition de WrestleMania

## Retraites
- Tyson Tomko
- Domino
- Mr. Pogo (en)
- Sting
- Brie Bella
- Cameron
- Necro Butcher
- Booker T
- D-Von Dudley

## Décès en 2016
- 17 janvier : Mike Sharpe, 64 ans[90].
- 23 janvier : Archie Gouldie (en), 79 ans[91].
- 4 février : Axl Rotten (de son vrai nom Brian Knighton), 44 ans[92].
- 3 mars : Hayabusa (de son vrai nom Eiji Ezaki), à l'âge de 47 ans d'une hémorragie cérébrale[93].
- 7 avril : Blackjack Mulligan, 73 ans, des suites d'une crise cardiaque[94].
- 12 avril : Balls Mahoney (de son vrai nom Jonathan Rechner), 44 ans[95].
- 20 avril : Joanie Laurer, plus connue sous le nom de Chyna, à l'âge de 45 ans[96].
- 24 mai : Frankie Laine (en) (de son vrai nom Frank Luhovy), à l'âge de 73 ans[97].
- 3 juin : Mohamed Ali, boxeur ayant affronté Antonio Inoki dans des Boxer vs. Wrestler match et qui participe en tant qu'invité à la première édition de WrestleMania[98].
- 15 juin : Gypsy Joe (en) (de son vrai nom Gilberto Meléndez), 82 ans[99].
- 4 août : Jean Antone (en), 73 ans[100].
- 15 décembre : Harley Saito, 48 ans ,lutteuse professionnelle japonaise[101].